# Lengelsheim
Lengelsheim település Franciaországban, Moselle megyében. Lakosainak száma 189 fő (2022. január 1.). Lengelsheim Breidenbach, Hanviller, Nousseviller-lès-Bitche, Schorbach és Volmunster községekkel határos.

## Népesség
A település népességének változása:
| Lakosok száma | 231  | 218  | 226  | 209  | 238  | 230  | 205  | 206  | 196  | 189  |
|               | 1968 | 1982 | 1990 | 2006 | 2013 | 2015 | 2017 | 2019 | 2020 | 2022 |